# هتل دل‌شکستگان (ترانه سی. سی. کچ)
«هتل دل‌شکستگان» (به انگلیسی: Heartbreak Hotel) ترانه‌ای از سی. سی. کچ و یکی از تک‌آهنگ‌های آلبوم سال ۱۹۸۶ او با نام به هتل دل‌شکستگان خوش آمدید است.

## موقعیت در جدول‌های فروش
| چارت موسیقی (۱۹۸۶–۱۹۸۷)  | بالاترین جایگاه |
| ------------------------ | --------------- |
| جدول کنترل رسانه آلمان   | ۸               |
| او۳ تاپ ۴۰ اتریش         | ۲۲              |
| جدول موسیقی سوئیس        | ۱۳              |
| اولتراتاپ بلژیک (والونی) | ۲۳              |